# Будиловский сельский совет (Козовский район)
Будиловский сельский совет (укр. Будилівська сільська рада) — входит в состав
Козовского района
Тернопольской области
Украины.
Административный центр сельского совета находится в 
с. Будилов.

## История
- 1450 — дата образования.

## Населённые пункты совета
- с. Будилов
- с. Медовая